# 亚历山大·叶夫根尼耶维奇·列别杰夫
亚历山大·叶夫根尼耶维奇·列别杰夫（羅馬化：Aleksandr Yevgen'yevich Lebedev；1959年12月16日—）是一位俄罗斯商人，被认为是俄罗斯寡头之一。1992年之前，他曾担任苏联克格勃第一总局（对外情报）以及后来克格勃的继承机构之一的俄罗斯对外情报局的官员。
2008年初，他在《福布斯》杂志的俄罗斯富豪榜上排名第39位，身价估计为31亿美元，但到2008年10月，他的身家已达到3亿美元。2012年3月，福布斯估计他的财富为11亿美元。此后他的财富开始下降，他不再被认为是亿万富翁。他是俄罗斯报纸《新报》的部分所有者，并与儿子叶夫根尼·列别杰夫共同拥有两家英国报纸：《旗帜晚报》和《独立报》。
2022年5月，列别杰夫因俄乌战争而被列入加拿大制裁名单。另据报道，他在战争前几周会见了俄罗斯政府高级官员维亚切斯拉夫·杜欣。